# Kirche von Träkumla

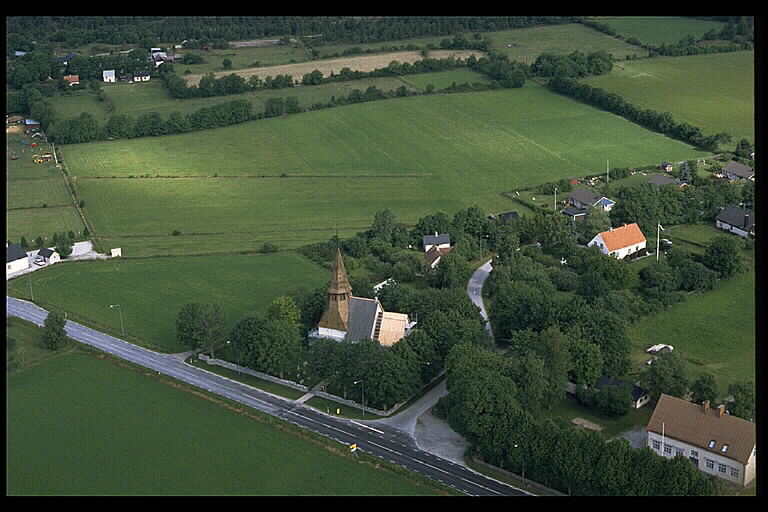
Luftbild der Kirche von Träkumla

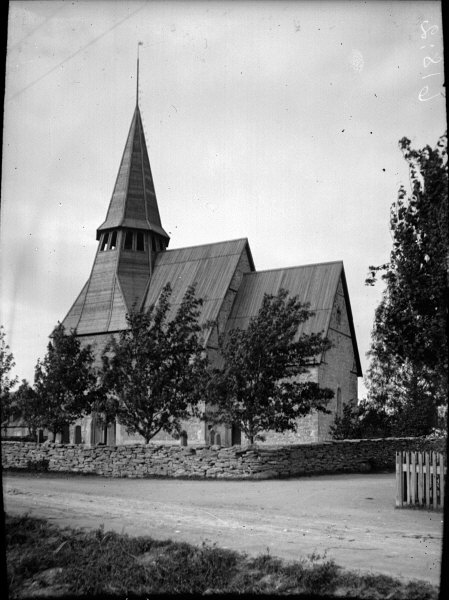
Kirche von Träkumla

Die Kirche von Träkumla ist eine Landkirche auf der schwedischen Insel Gotland. Sie gehört zur Kirchengemeinde (schwedisch församling) Stenkumla.

## Lage
Die Kirche liegt im Landesinnern von Gotland an der Straße 142 von Visby nach Hemse, 9 km südlich von Visby, 37 km nördlich von Hemse, 10,5 km nordwestlich von Roma und 20 km nördlich von Klintehamn.

## Kirchengebäude
Die mittelalterliche Steinkirche besteht aus einem rechteckigen Langhaus und einem schmaleren, gerade abgeschlossenen Chor. Die dicken Mauern im westlichen Teil des Langhauses waren dafür vorgesehen, einen nie fertiggestellten Turm zu tragen. Der heutige Holzüberbau kommt von 1917, als die Kirche restauriert wurde, nachdem sie seit 1868 leer gestanden hatte. Der Chor wurde in der Mitte des 13. Jahrhunderts errichtet. Das Langhaus mit den Turmmauern kam in der zweiten Hälfte des 13. Jahrhunderts dazu. Gemäß einer lateinischen Inschrift in dem Triumphbogen wurde die Kirche am 1. September 1287 eingeweiht. Charakteristisch für das Äußere ist die kräftige, hohe Turmspitze. Sie ist achteckig und hat eine Glockenebene mit Schalllöchern unter einem Schirmdach. Auf der südlichen Seite befindet sich das spitzbogige Perspektivportal des Langhauses und das Rundbogenportal des Chors mit einer mittelalterlichen mit Schmiedeeisen beschlagenen Tür. Die ist ähnlich wie bei den Kirchen von Fole und Othem. Das rundbogige Nordportal, das nun zugemauert ist, hat eine einfachere Ausformung. Die Fensteröffnungen sind klein und nur in geringer Anzahl vorhanden. Chor, Langhaus und Turmraum sind von innen jeweils durch ein Zeltgewölbe gedeckt. Ein schmaler Triumphbogen trennt den Chor vom Langhaus. Die Sakristei ist im 18. Jahrhundert in die südwestliche Ecke des Turmraums eingebaut worden. Die Kalkmalereien auf der Ostwand des Langhauses wurden vom Passionsmeister in der Mitte des 15. Jahrhunderts ausgeführt. Die Malereien zeigen Szenen aus der Olofssage. Reste mittelalterlicher Glasmalereien finden sich im Chorfenster. Im Langhaus gibt es zwei erhaltene Seitenaltäre. Die Kirche wurde 1951 nach Plänen des Architekten Lennart Tham restauriert.

## Ausstattung

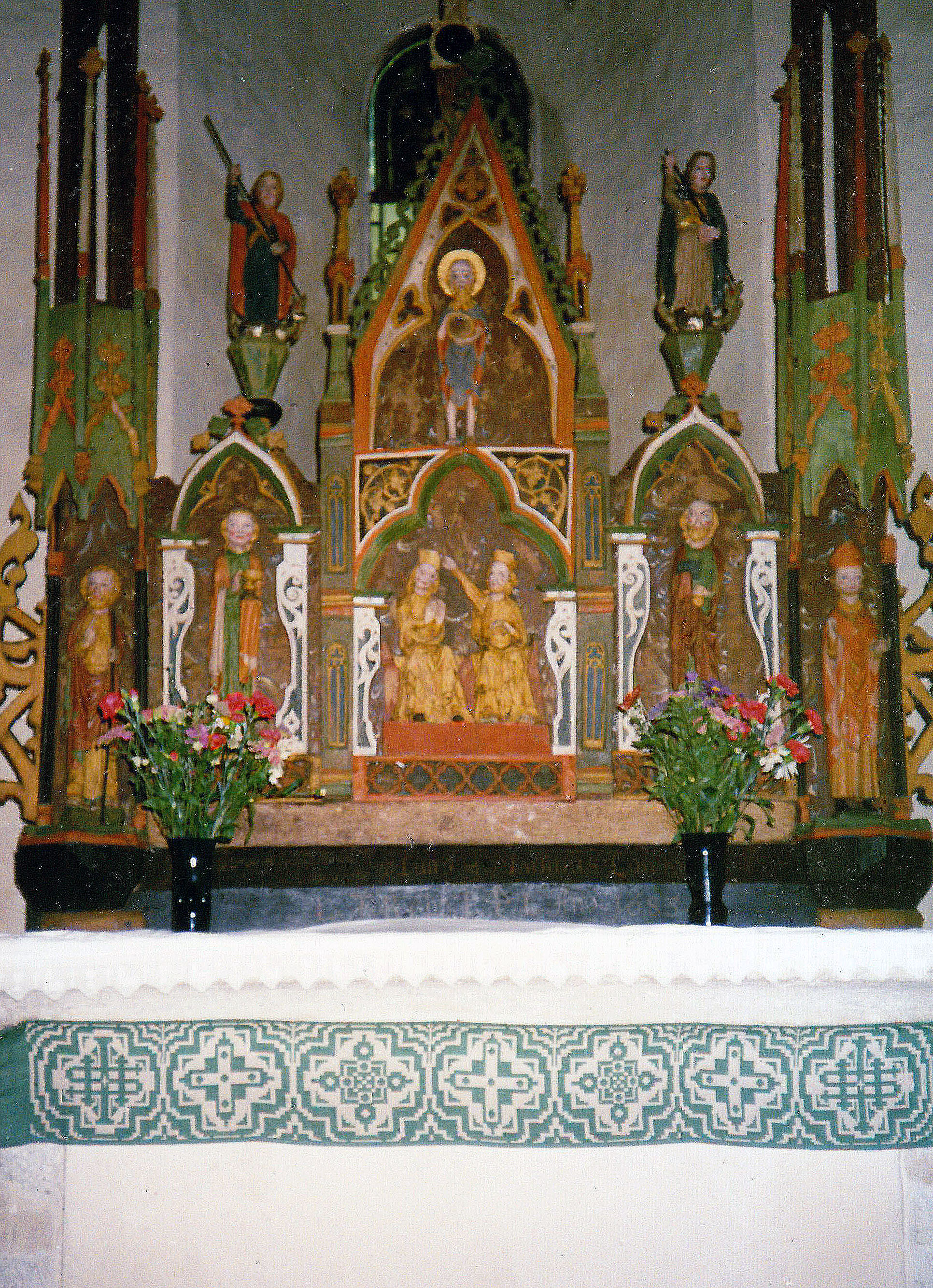
Altar

- Der Taufstein aus dem 12. Jahrhundert ist von Byzantios in Sandstein gehauen. Die achteckige Schale hat Reliefbilder. Der Taufstein wurde in den 1780er Jahren bemalt.
- Das Triumphkreuz ist aus dem Spätmittelalter.
- Die Kanzel wurde ungefähr um 1600 angefertigt.
- Der Altar stammt aus dem 14. Jahrhundert und zeigt die Krönung Marias.